# باشگاه فوتبال زنان مادرید
باشگاه فوتبال زنان مادرید (به اسپانیایی: Madrid Club de Fútbol Femenino) (تلفظ اسپانیایی: [maˈðɾið ˈkluβ ðe ˈfuðβol]؛ باشگاه فوتبال زنان مادرید) یک باشگاه فوتبال زنان اسپانیایی است که در سن سباستین د لو ریس، بخش خودمختار مادرید واقع شده‌است. این باشگاه درحال‌حاضر در لیگ برتر فوتبال زنان اسپانیا بازی می‌کند.

## تاریخچه
تیم مادرید در سال ۲۰۱۰ توسط آلفردو اولوا تأسیس شد که برای ادای احترام به رئال مادرید تصمیم گرفت در لباس سفید بازی کند، اگرچه این دو باشگاه ارتباطی ندارند.
در سال ۲۰۱۳، این باشگاه پس از سه فصل بازی در لیگ‌های منطقه ای، اولین بازی خود را در سگوندا دیویژن انجام داد. چهار سال بعد، این باشگاه برای اولین بار به لیگ دسته اول صعود کرد. پس از این صعود، این باشگاه به استادیوم ماتاپیونرا در سن سباستین لوس ریس نقل مکان کرد.

## فصل‌ها
| فصل     | لیگ | جایگاه | کوپا د لا رینا |
| ------- | --- | ------ | -------------- |
| ۲۰۱۰/۱۱ | ۱ª  | پنجم   |                |
| ۲۰۱۱/۱۲ | ۱ª  | یکم    |                |
| ۲۰۱۲/۱۳ | ۳   | دوم    |                |
| ۲۰۱۳/۱۴ | ۲ª  | سوم    |                |
| ۲۰۱۴/۱۵ | ۲ª  | قهرمان |                |
| ۲۰۱۵/۱۶ | ۲ª  | دوم    |                |
| ۲۰۱۶/۱۷ | ۲ª  | قهرمان |                |
| ۲۰۱۷/۱۸ | ۱ª  | دهم    |                |
| ۲۰۱۸/۱۹ | ۱ª  | سیزدهم | یک چهارم نهایی |
| ۲۰۱۹/۲۰ | ۱ª  | سیزدهم | یک چهارم نهایی |

## بازیکنان
تا تاریخ ۲۴ سپتامبر ۲۰۲۰